# Jason Bernard
Jason Bernard (17 de mayo de 1938 - 16 de octubre de 1996) fue un actor de cine y televisión estadounidense. Su carrera inició a finales de la década de 1960 y se extendió hasta mediados de la década de 1990.

## Carrera
Bernard nació en Chicago, Illinois. Su primer papel estelar fue en el episodio piloto de la serie televisiva The White Shadow como Jim Willis. Sus otros papeles conocidos en la televisión se dieron en la serie de televisión Cagney & Lacey como el inspector Marquette de 1982 a 1983, Days of Our Lives como Preston Wade en 1982 y un papel recurrente en la primera temporada de Night Court como el arrogante rival del Juez Stone, el Juez Willard. Su gran papel llegó en la miniserie V de la NBC en 1983 como Caleb Taylor. Bernard retomó su papel en la secuela de 1984 V: La batalla final. Su otro gran papel en la televisión se dio en la década de 1990 en la serie de comedia Herman's Head interpretando a Paul Bracken.
El primer papel de Bernard en un largometraje fue un cameo en la película de Charles Bronson Death Wish, y su primer papel importante ocurrió en la película de 1974 Thomasine & Bushrod. Más tarde apareció en Car Wash, WarGames, No Way Out, While You Were Sleeping y Blue Thunder.
Interpretó al músico ciego Tyrone Wattell en la película All of Me. La última aparición de Bernard se dio en la película de 1997 Liar Liar en el papel del juez Marshall Stevens.

## Vida privada
Bernard estuvo casado con Debra Jean Wilson y Carol Joy Pacanda y tuvo un hijo y dos hijos adoptivos.

## Fallecimiento
Poco después de que se completara el rodaje de Liar Liar, Bernard sufrió un ataque al corazón el 16 de octubre de 1996 tras un accidente de auto. La película Liar Liar fue dedicada a su memoria.

## Filmografía

### Películas
| Año  | Título                       | Personaje                                | Notas                                               |
| ---- | ---------------------------- | ---------------------------------------- | --------------------------------------------------- |
| 1974 | Thomasine & Bushrod          | Seldon                                   |                                                     |
| 1975 | Friday Foster                | Charles Foley                            |                                                     |
| 1976 | Car Wash                     | agente de libertad condicional de Lonnie |                                                     |
| 1978 | Coma                         | Residente de cirugía                     | No acreditado                                       |
| 1978 | Uncle Joe Shannon            | Goose                                    |                                                     |
| 1982 | Fast Times at Ridgemont High | Profesor de gimnasio                     | No acreditado                                       |
| 1983 | Blue Thunder                 | Mayor                                    |                                                     |
| 1983 | WarGames                     | Capitán Knewt                            |                                                     |
| 1983 | The Star Chamber             | Judge Bocho                              |                                                     |
| 1984 | All of Me                    | Tyrone Wattell                           |                                                     |
| 1987 | No Way Out                   | Major Donovan                            |                                                     |
| 1988 | Bird                         | Benny Tate                               |                                                     |
| 1989 | Paint It Black               | Ten. Wilder                              |                                                     |
| 1995 | While You Were Sleeping      | Jerry Wallace                            |                                                     |
| 1997 | Liar Liar                    | Juez Marshall Stevens                    | Papel de película final; estrenado de forma póstuma |

### Televisión
| Año       | Título                                      | Personaje                   | Notas                                              |
| --------- | ------------------------------------------- | --------------------------- | -------------------------------------------------- |
| 1965      | Days of Our Lives                           | Preston Wade                |                                                    |
| 1969      | The Bold Ones: The New Doctors              | Dr. Griffith                | Episodio: "To Save a Life"                         |
| 1969      | Then Came Bronson                           | Reverendo Taylor            | Episodio: "A Long Trip to Yesterday"               |
| 1969–1972 | Medical Center                              | Residente                   | 2 episodios                                        |
| 1972      | The Longest Night                           | Agente del FBI              | Película de televisión. No acreditado              |
| 1975      | Movin' On                                   | Cabe                        | Episodio: "...To Be in Carolina"                   |
| 1976      | Starsky and Hutch                           | R.C. Turner                 | Episodio: "Silence"                                |
| 1976      | The Blue Knight                             | Det. Bosco                  | 2 episodios                                        |
| 1976      | Marcus Welby, M.D.                          | Dr. Hal Mendoza             | Episodio: "Vanity Case"                            |
| 1976      | Switch                                      | Capt. Dellinger             | Episodio: "Fleece of Snow"                         |
| 1977      | Delvecchio                                  | Sgt. Ogden                  | Episodio: "Bad Shoot"                              |
| 1977      | Most Wanted                                 | Washburn                    | Episodio: "The Dutchman"                           |
| 1977      | Wilma                                       | Entrenador Temple           | Película de televisión                             |
| 1978      | The White Shadow                            | Jim Willis                  | Episodio: "Pilot"                                  |
| 1978      | A Woman Called Moses                        | Daddy Ben Ross              | 2 episodios                                        |
| 1980      | The Righteous Apples                        | Dr. Wilson                  | Episodio: "Apple Juice"                            |
| 1980      | The Night the City Screamed                 | Dale Wrightson              | Película de televisión                             |
| 1981      | Ramblin' Man                                | Turman                      | Episodio: "On the Run"                             |
| 1981–1982 | Flamingo Road                               | Carl Turner                 | 4 episodios                                        |
| 1982      | Pray TV                                     | Everett                     | Película de televisión                             |
| 1982      | M*A*S*H                                     | Major Quentin Rockingham    | Episodio: "The Tooth Shall Set You Free"           |
| 1982      | Here's Boomer                               | Sargento Lindsey Andrews    | Episodio: "Flatfoots"                              |
| 1982      | The Greatest American Hero                  | Morgan                      | Episodio: "Divorce, Venusian Style"                |
| 1982      | Tucker's Witch                              | Sr. Stillwell               | Episodio: "Terminal Case"                          |
| 1982      | I Was a Mail Order Bride                    | Juez                        | Película de televisión                             |
| 1982–1988 | Cagney & Lacey                              | Inspector adjunto Marquette | 10 episodios                                       |
| 1983      | Benson                                      | Profesor Roger Petrie       | Episodio: "Family Tree"                            |
| 1983      | High Performance                            | Fletch                      | Episodio: "Along Came a Spider"                    |
| 1983      | V                                           | Caleb Taylor                | 2 episodios                                        |
| 1983      | The Jeffersons                              | Lloyd Tyndall               | 3 episodios                                        |
| 1984      | V: The Final Battle                         | Caleb Taylor                | 3 episodios                                        |
| 1984      | Wolf Rock TV                                | Sr. Morris                  | Voz                                                |
| 1984      | Hunter                                      | Jefe Kenny Lanark           | Episodio: "The Hot Grounder"                       |
| 1984      | Airwolf                                     | Aaron Martin                | Episodio: "Sins of the Past"                       |
| 1984      | City Killer                                 | Capitán Frank Sydney        | Película de televisión                             |
| 1984      | The Dukes of Hazzard                        | Jefe de guardia             | Episodio: "The Dukes in Hollywood"                 |
| 1984      | Night Court                                 | Judge Robert T. Willard     | 2 episodios                                        |
| 1984      | Riptide                                     | Sr. Collins                 | Episodio: "It's a Vial Sort of Business"           |
| 1984      | Knots Landing                               | Dr. Garner                  | 4 episodios                                        |
| 1984      | This Is the Life                            |                             | Episodio: "Dark Journey"                           |
| 1985      | Crazy Like a Fox                            |                             | Episodio: "The Geronimo Machine"                   |
| 1985      | The Rape of Richard Beck                    | Sgt. Wally Rydell           | Película de televisión                             |
| 1985      | Hotel                                       | Irwin Smith                 | Episodio: "Obsessions"                             |
| 1985      | The Facts of Life                           | Frank                       | Episodio: "Teacher, Teacher"                       |
| 1985      | Hardcastle and McCormick                    | Arnie Sandoval              | Episodio: "Conventional Warfare"                   |
| 1985      | Shadow Chasers                              | Burke                       | Episodio: "The Many Lives of Jonathan"             |
| 1986      | The Children of Times Square                | Ten. Devins                 | Película de televisión                             |
| 1986      | Comedy Factory                              | Finney Morgan               | Episodio: "The Faculty"                            |
| 1986      | Starman                                     | Jefe Harold Galley          | Episodio: "Peregrine"                              |
| 1986      | The Cosby Show                              | Sgt. Major Boswell Stokes   | Episodio: "War Stories"                            |
| 1986–1987 | It's Garry Shandling's Show                 | Oficial Sweeny              | 2 episodios                                        |
| 1987      | Amen                                        | Dexter                      | Episodio: "Frye for the Defense"                   |
| 1987      | A Year in the Life                          | Richard                     | Episodio: "Don't I Know You from Somewhere?"       |
| 1987      | CBS Summer Playhouse                        | Vern Puckett                | Episodio: "Kingpins"                               |
| 1987      | Perry Mason: The Case of the Murdered Madam | Sargento Koslow             | Película de televisión                             |
| 1987      | Beauty and the Beast                        | Jack Davis                  | Episodio: "An Impossible Silence"                  |
| 1988      | Police Story: Gladiator School              | Ten. Crawford               | Película de televisión                             |
| 1988      | Designing Women                             | Wilson Brickett             | Episodio: "The Candidate"                          |
| 1988      | Empty Nest                                  | Sr. Noack                   | Episodio: "Tinker to Evers to Tucson"              |
| 1989      | Original Sin                                | Det. Mitchell               | Película de televisión                             |
| 1989      | Unsub                                       | Obispo Grace                | 2 episodios                                        |
| 1989      | Heart and Soul                              | Cecil Kincaid               | Películas de televisión                            |
| 1989      | American Playhouse                          | Martin Luther King, Jr.     | Episodio: "The Meeting"                            |
| 1989      | Hardball                                    |                             | Episodio: "Till Death Do Us Part"                  |
| 1989      | Wiseguy                                     | Procurador general          | 2 episodios                                        |
| 1990      | Equal Justice                               | Juez Thaddeus Jones         | Episodio: "Separate Live"                          |
| 1990–1991 | The Flash                                   | Dr. Desmond Powell          | 2 episodios                                        |
| 1991–1994 | Herman's Head                               | Sr. Paul Bracken            | 72 episodios                                       |
| 1992      | Dinosaurs                                   | Edward R. Hero              | Voz. Episodio: "And the Winner Is..."              |
| 1994      | Where on Earth Is Carmen Sandiego?          | Additional Voices           | Voz                                                |
| 1994      | Cosmic Slop                                 | Bernard Shields             | Película de televisión                             |
| 1995      | The Computer Wore Tennis Shoes              | Prof. Miles Quigley         | Película de televisión                             |
| 1995      | Down, Out & Dangerous                       | Detective Danner            | Película de televisión                             |
| 1996      | Murder, She Wrote                           | Wilson Sloane               | Episodio: "Death Goes Double Platinum"             |
| 1996      | Sophie & the Moonhanger                     | Holt                        | Película de televisión                             |
| 1996      | Partners                                    | Leavitt                     | Episodio: "You Quit?"                              |
| 1996      | The Rockford Files: Friends and Foul Play   | Leon Martin                 | Película de televisión                             |
| 1996      | Suddenly                                    | Louie                       | Película de televisión; estrenada en forma póstuma |